# Feodor Dietz
Feodor Dietz (Neunstetten, Badeni Nagyhercegség, 1813. május 29. – Gray, Franciaország, 1870. december 18.) német történelmi festő.  

## Életútja
Született 1813-ban a badeni nagyhercegségben és tanulmányait a karlsruhei polytechnikumban kezdte meg. Hajlamát azonban csakhamar felismerve, teljesen festészetre szentelte magát és 1833-ban a müncheni akadémiára ment, ahol az új királyi lak diszitésénél azonnal alkalmazást nyert. Innen 1837-ben Párizsba ment Horace Vernet meglátogatására és mellette kiképezte magát a csataképek festésében. Első képe, mely feltűnt, Max Piccolomini halálát ábrázolja (1835). Nevezetesebb továbbá Gusztáv Adolf halála Lützen mellett; Lajos badeni fejedelem győzelme a törökök felett (1837).
Ezután két évet Párizsban töltött és 1839-ben mint badeni udvari festő tért vissza Karlsruhéba és a következő műveket festette: Badeni huszárok a Berezinánál 1812 november 28.; 400 pforzheimi a wimpfeni ütközetben 1622 május 6.; Lipcse kapuinál (1846).
Maga is jó lovas lévén az 1848-iki schleswig-holsteini hadjáratban részt vett, mint önkéntes, s a csaták zaja közepette teljesen elsajátította a csataképek ábrázolási módját. Ezután festette Az Eckernförde melletti csata c. képét II. Ernő szász–coburg–gothai hercegnek. Nagy feltűnést okozott 1853-ban befejezett festménye Az éjjeli hadiszemle Zedlitz költeménye után, mely Párizsban ki volt állítva és a császár vásárolta meg. Később ismét Karlsruhéba tette át lakását. Mint a karlsruhei segélyegylet kiküldöttje, részt vett az 1870-iki porosz-francia hadjáratban, melynek során meghalt. További művei: Eleonora Gusztáv Adolf koporsójánál (1857).
Csataképei közül, melyek a XIX. században a legkedveltebb művek közé tartoztak, említendők: Heidelberg pusztulása (Karlsruhe, 1856, Kunsthalle); Belgrád bevétele Max Emmanuel bajor választófejedelem által (München, Maximilianeum); Blücher átkelése a Rajnán Caub mellett; Blücher menete Párizs felé a La Rothiere melletti csata után (1868); Csata Rossbach mellett.

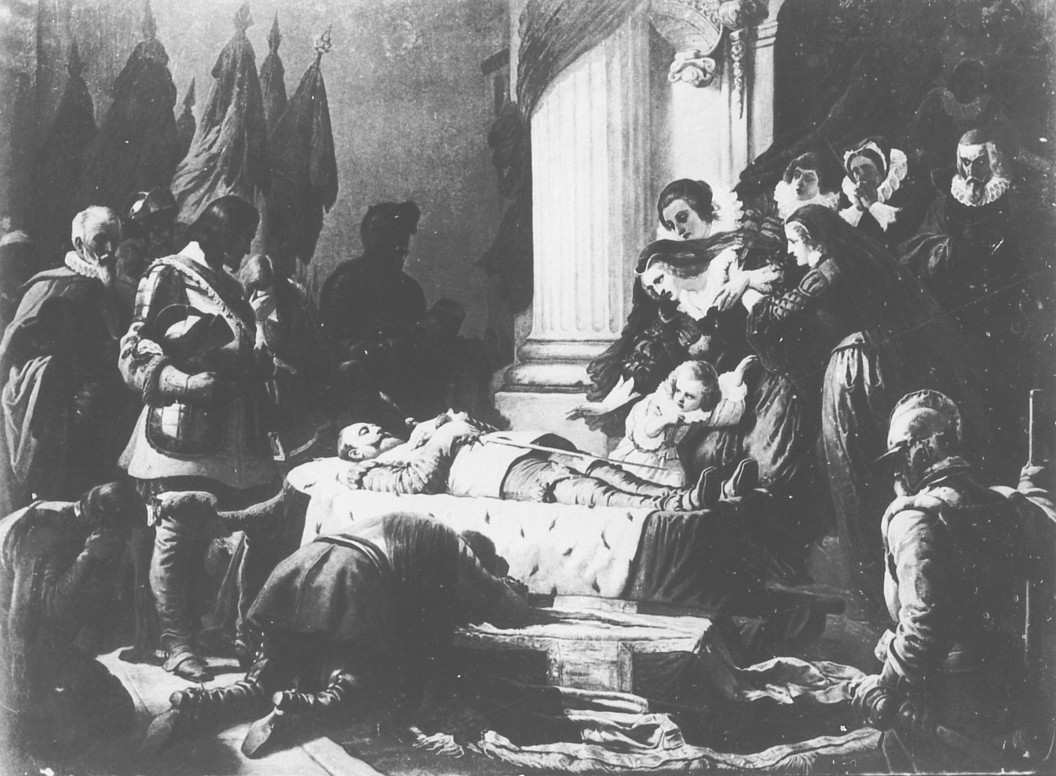
Gusztáv Adolf halála